# 2024 ME:ICONIC Hi-SUMMER
『2024 ME:ICONIC Hi-SUMMER』（2024 ミーアイコニック ハイ サマー）は、日本のガールズグループ・ME:Iの映像作品。
2025年1月1日より、Leminoプレミアムにて配信。

## 概要
ME:I夏のファンコンサート『2024 ME:ICONIC Hi-SUMMER』より、最終公演を映像化。

## ライブ
2024年8月に開催されたME:Iの2回目となるファンコンサート。5月24日に開催が発表された。
コンセプトは「YOU:MEとME:Iが一緒に夏の思い出を作る特別な空間『海の家』」。
AICHI SKY EXPO Hall Aにて、2日間全3公演で2.5万人を動員した。
メンバーのTSUZUMIは活動休止中のため、公演には不参加。
|   | 開催日  | 開演  | 場所                       | 備考 |
| - | ------- | ----- | -------------------------- | ---- |
| 1 | 8月24日 | 18:00 | 愛知 AICHI SKY EXPO Hall A |      |
| 2 | 8月25日 | 13:00 | 愛知 AICHI SKY EXPO Hall A |      |
| 3 | 8月25日 | 18:00 | 愛知 AICHI SKY EXPO Hall A |      |

## セットリスト
1. Hi Five
  - Leminoで無料配信されている[4]。
2. LEAP HIGH！～明日へ、めいっぱい～（ME:I Ver.）
3. 想像以上（ME:I Ver.）
4. ＆ME（ME:I Ver.）
  - 次曲間にVCR「Color Story of ME:I」が流れる。当映像は2024年10月4日に公式YouTubeで公開された[5]。
5. Sugar Bomb
6. TOXIC（ME:I Ver.）
7. La Vie en Rose
  - IZ*ONEの「La Vie en Rose」をカバー
8. Our Diary
9. FLY UP SO HIGH（ME:I Ver.）
10. Click（Hi SUMMER Ver.）
  - 以降アンコール
  - 曲前にユニットダンスパフォーマンスを披露。
11. Cookie Party